# Droga wojewódzka nr 599
Droga wojewódzka nr 599 (DW599) – droga wojewódzka w Polsce, w województwie kujawsko-pomorskim w powiecie toruńskim. Prowadzi z Mirakowa (od skrzyżowania z drogą 499) do Grodna i krzyżówki z drogą 649.

## Miejscowości leżące przy trasie DW599
- Mirakowo
- Grodno